# Jim Elliot
Philip James „Jim“ Elliot (* 8. Oktober 1927 in Portland (Oregon); † 8. Januar 1956 in Ecuador) war ein US-amerikanischer evangelikaler Missionar in Ecuador, der von Huaorani-Indianern getötet wurde.

## Persönlicher Werdegang
Jim Elliot wurde als drittes von vier Kindern von Fred und Clara Elliot in Portland an der Westküste der Vereinigten Staaten geboren. Sein Vater war als Evangelist tätig und die Familie besuchte regelmäßig die Gottesdienste der örtlichen Brüdergemeinde. Dadurch kam Jim Elliot schon früh in Kontakt mit Missionaren und erlebte bereits als Kind eine Bekehrung.
Während seiner Jugend war er im Schultheater aktiv und entdeckte sein Vortrags- und Redetalent. Nach der High School begann er ein allgemeines Studium am Wheaton College (Illinois), wo er als Hauptfach Griechisch wählte. Gleichzeitig vertiefte er seine Kontakte in die Mission, unter anderem als Präsident der Foreign Mission Fellowship, und sammelte erste Erfahrungen als Evangelist und Prediger. Nach dem Studienabschluss 1949 engagierte er sich in der Gemeinde in Portland und war als Evangelist unterwegs. 1952 begann er seine Missionstätigkeit in Ecuador. Im Oktober 1953 heiratete er dort Elisabeth Howard, die er am Wheaton College kennengelernt hatte. Im Februar 1955 wurde das einzige Kind des Ehepaars, die Tochter Valerie, geboren.

## Tätigkeit als Missionar
Im Juni 1950 verbrachte Elliot mehrere Wochen in Norman, Oklahoma, in einem linguistischen Training im Summer Institute of Linguistics. Dieser Aufenthalt wurde ihm von Wycliff, einer Schwesterorganisation von SIL, finanziert. Hier traf Elliot einen Missionar, der ehemals bei den Kichwa in Ecuador tätig gewesen war, und hörte von ihm zum ersten Mal von den gefürchteten Huaorani, die im ecuadorianischen Tiefland (Oriente) lebten. Elliot sah darin eine große Aufgabe und nahm Kontakt zu dem Briten Dr. William Tidmarsh auf, von dem er wusste, dass er einen Nachfolger für seine Missionsstation in Ecuador suchte, um ihm seine Tätigkeit als Missionar anzubieten.
Nach längerer Vorbereitungszeit erreichte Elliot im Februar 1952 Ecuador, wo er gemeinsam mit anderen Missionaren unter Kichwa-Indianern die schon existierende, aber aufgegebene Missionsstation Shandia wieder neu beziehen wollte. Er tat dies gemeinsam mit Peter Fleming und Ed McCully im offiziellen Auftrag der Christian Missions in Many Lands (CMML), die als durchführende Organisation für die Brüderbewegung agierte und diese Missionstätigkeit auch finanzierte. Ihr gemeinsames Anliegen war es, die Huaorani-Indianer (auf Kichwa abwertend Awka bzw. spanisch Aucas = „Barbaren“ genannt) zum christlichen Glauben zu missionieren. Diese galten jedoch als feindselig und kontaktscheu und waren in der Vergangenheit bereits in Auseinandersetzungen mit Mitarbeitern des Ölunternehmens Shell involviert gewesen, bei denen bereits einige Todesopfer zu beklagen waren. Um mit den Huaorani in Kontakt zu treten, überflogen Elliot und seine Freunde das Gebiet, warfen kleine Geschenke ab und setzten über einen Lautsprecher kurze Nachrichten ab. Die technischen Möglichkeiten dazu wurden von Mission Aviation Fellowship (MAF) gestellt. MAF ist als technische Hilfsorganisation hauptsächlich für evangelikale Missionsgesellschaften weltweit aktiv. Nate Saint, ein Studienkollege von Elliot am Wheaton College, war einer der Piloten dieser Organisation.
Anfang Januar 1956 wurden direkte Kontaktversuche in der Nähe des Flusses Curaray unternommen. Bei einem der ersten Treffen wurden Jim Elliot sowie Peter Fleming, Ed McCully, Nate Saint und Roger Youderian jedoch von den Huaorani getötet. Die Frau von Elliot, Elisabeth, sowie Rachel Saint, die Schwester von Nate Saint, setzten aber darauf im Auftrag von CMML bzw. SIL ihre Missionstätigkeit bei den Huaorani fort. Ihr offizielles Anliegen war es, die Aufgabe der Wycliff-Bibelübersetzer in diesem Gebiet zu Ende zu führen, die Bibel in die Sprache der Huaorani zu übersetzen.
Nachdem aber offizielle Vorwürfe laut wurden, dass Rachel Saint und Elisabeth Elliot sich eher für die Belange der dortigen Ölgesellschaften (Shell) und gegen die Interessen der dort lebenden Indios engagierten, zog sich SIL von dieser Mission offiziell zurück. Beide Frauen setzten aber ihre Tätigkeit weiter fort und führten Umsiedelungsaktionen der Huaorani durch.
Als Ergebnis der Tätigkeiten der Wycliff-Übersetzer erschien 1992 erstmals eine Übersetzung des Neuen Testaments in die Sprache der Huaorani.

## Nachwirkungen und Vermächtnis
Mit einer zehnseitigen Veröffentlichung des amerikanischen Magazins Life über die Arbeit und den Tod von Jim Elliot und seinen Kollegen wurde die Öffentlichkeit auch außerhalb der USA auf die – in christlichen Kreisen teilweise als Märtyrer geltenden – Opfer aufmerksam. Kritiker beklagten den mangelnden Nutzen dieser Opfer. Gleichwohl war der Bericht über das Schicksal der fünf Männer von hohem Einfluss auf die evangelikale Jugend der USA Ende der 1950er Jahre. Elliots Witwe Elisabeth veröffentlichte 1958 das Buch Im Schatten des Allmächtigen – Aufzeichnungen des Jim Elliot, das in mehrere Sprachen übersetzt wurde. Eine weitere Biografie von Jim Elliot wurde 2005 im JAARS-Verlag, einer Unterorganisation von SIL International, veröffentlicht.

## Film
2006 erschien unter dem Titel End of the Spear in den USA ein Film über die missionarischen Bemühungen bei den Huaorani, von den ersten Kontakten und dem Tod Elliots bis zur Rückkehr von Steve Saint, dem Sohn des Piloten Nate Saint, als Missionar und seiner Versöhnung mit Mincaye, dem Mörder seines Vaters. Die deutsche Synchronisation wurde 2009 unter dem Titel Durch den Tod versöhnt veröffentlicht.